# Даруварські Виногради
45°36′ пн. ш. 17°14′ сх. д. / 45.60° пн. ш. 17.24° сх. д.
Даруварські Виногради (хорв. Daruvarski Vinogradi) — населений пункт у Хорватії, у Б'єловарсько-Білогорській жупанії у складі міста Дарувар.

## Населення
Населення за даними перепису 2011 року становило 164 осіб.
Динаміка чисельності населення поселення: